# Chironomus nadayanus
Chironomus nadayanus är en tvåvingeart som först beskrevs av Jean-Jacques Kieffer 1918.  Chironomus nadayanus ingår i släktet Chironomus och familjen fjädermyggor.
Artens utbredningsområde är Turkiet. Inga underarter finns listade i Catalogue of Life.